# Juli Letus
Juli Letus (mort el 198), fou un general romà que va lluitar al costat de l'emperador Septimi Sever, qui finalment, el va fer matar perquè gaudia de molta popularitat entre la tropa.

## Biografia
El 193 comandava la vanguardia de Sever durant el descens d'aquest per Itàlia, per destronar Didi Julià. Julià, atemorit, va proclamar Sever coemperador i va enviar Tul·li Crispinus per anunciar-li aquest fet, però Letus el va interceptar i va aconsellar a Sever que l'executés, consell que Sever va seguir.
El 195 va servir a Mesopotàmia, com comandant d'un dels tres cossos expedicionaris que, en dues ocasions consecutives, devastaren les terres dels rebels (probablement els regnes d'Osroene i Adiabene, revolta incitada pel rei Vologès V de Pàrtia) i va conquerir diverses ciutats.
Durant la batalla de Lugdúnum (197), comandava la cavalleria de Sever i va infligir el cop decisiu contra les tropes de Clodi Albí. El mateix any, però, retornava a Mesopotàmia per combatre la invasió dels Parts; que acudien en socors de la ciutat de Nísibis.
L'emperador no li va donar cap càrrec important, gelós de la seva popularitat. Per aquesta raó, el 198, davant del fallit setge la ciutat d'Hatra, va ordenar la seva execució, doncs aparentment els soldats es negaven a participar en la batalla si no era sota les ordres de Letus. Posteriorment es va fer córrer la història que Letus pretenia dirigir els seus homes amb la intenció de prendre el tron, però segurament aquest rumor es va concebre després de la seva execució per tal de justificar la decisió imperial.